# Sivarnianský potok
Sivarnianský potok – potok na Słowacji, lewy dopływ Čiernego potoku w zlewni Popradu. Ma źródła na wysokości około 850 m na północno-wschodnich krańcach Magury Spiskiej. Spływa w kierunku południowo-wschodnim i na wysokości około 575 m uchodzi do Kamienki.
Cała zlewnia Sivarniańskiego potoku znajduje się w obrębie miejscowości Kamionka (Kamienka). Górna jej część obejmuje zalesione stoki Magury Spiskiej, dolna (tzw. Sivarná) bezleśne, pokryte polami uprawnymi obszary Kotliny Lubowelskiej (Ľubovnianska kotlina).